# Ракиты (Омская область)
Раки́ты — деревня в Таврическом районе Омской области. Входит в состав Луговского сельского поселения.

## История
Основана в 1904 году. В 1928 году состояла из 122 хозяйств, основное население — русские. В административном отношении деревня являлась центром Ракитовского сельсовета Уральского района Омского округа Сибирского края.

## Население
| 1926 | 2010 |
| ---- | ---- |
| 631  | ↘0   |